# Holmöns kyrka
Holmöns kyrka är en kyrkobyggnad på Holmön i Norra Kvarken. Den tillhör Sävar-Holmöns församling i Luleå stift. 

## Historia
Holmöns första kyrka, Helena Elisabeth från 1802, är numera rekonstruerad och återuppförd på Gammlia friluftsmuseum i Umeå. Söder om kyrkan ligger en ödekyrkogård, Örskärskyrkogården.

## Kyrkobyggnaden
Kyrkan uppfördes år 1891 efter ritningar av Fritz Eckert. Den är en långhuskyrka av trä med vidbyggd sakristia i öster och gaveltorn i väster. Kyrkan präglas av nygotik med inslag av nyklassicism. Till nygotiken hör främst så kallad snickarglädje i gavlarna och i det lilla vindskyddet ovanför huvudingången i väster. Koret täcks av ett tredingstak, likaså långhuset som även har öppen takstol. 
År 1933 utfördes en genomgripande upprustning under ledning av Kjell Wretling som bland annat innebar att korfönstret sattes igen och altartavlan, målad av Gerda Höglund, tillkom. År 1959 ombyggdes läktaren. Upprustningar vidtogs 1967, 1979 och 1984.

## Inventarier
- Både predikstol och bänkinredning är ursprunglig
- Altartavla, målad av Gerda Höglund 1933-1934
- Belysningsarmaturer är från 1950-talet
- Orgeln är åttastämmig och tillverkad av Tostareds orgelbyggeri på 1950-talet

## Fler bilder

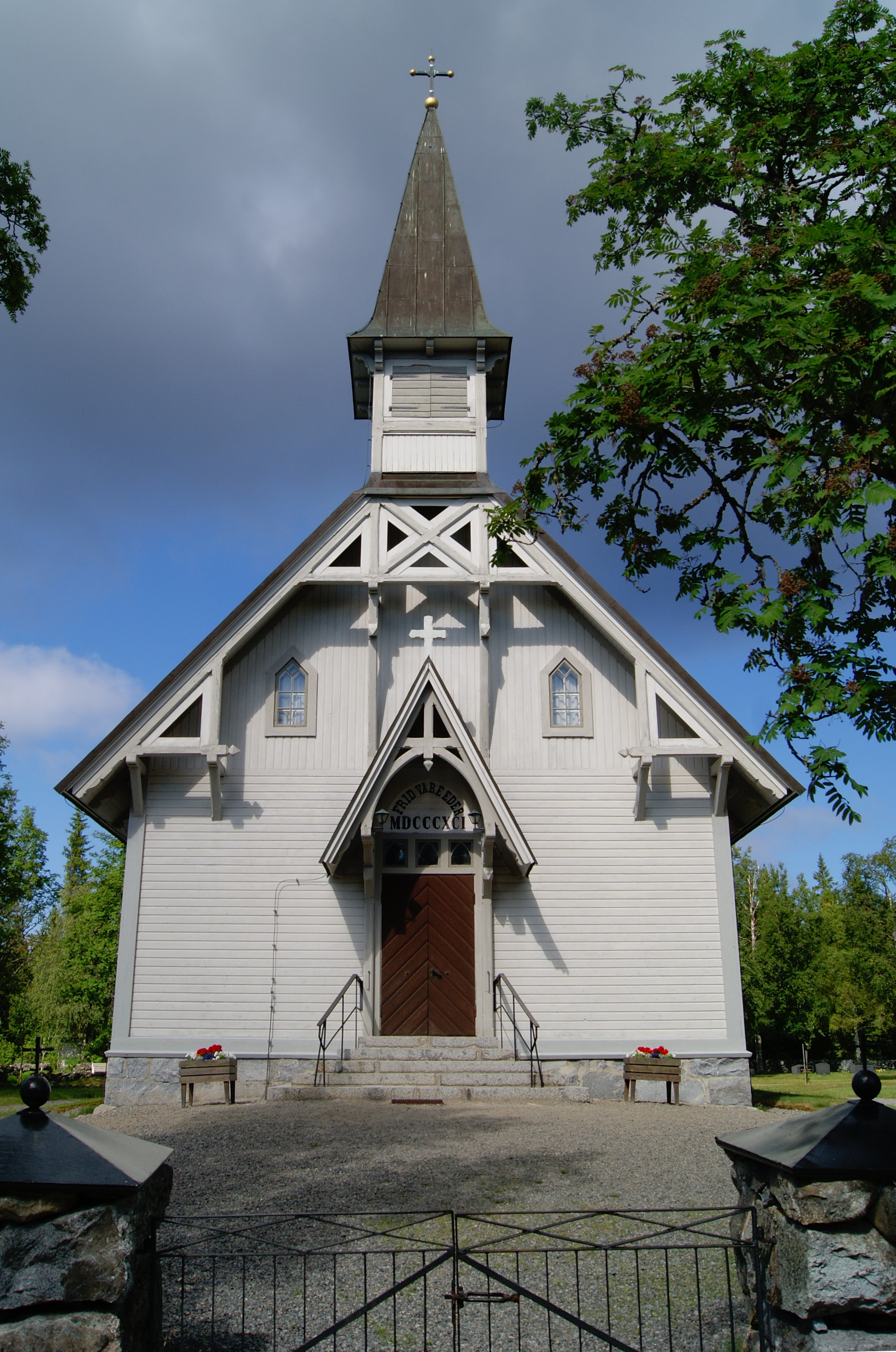
Kyrkobyggnaden.
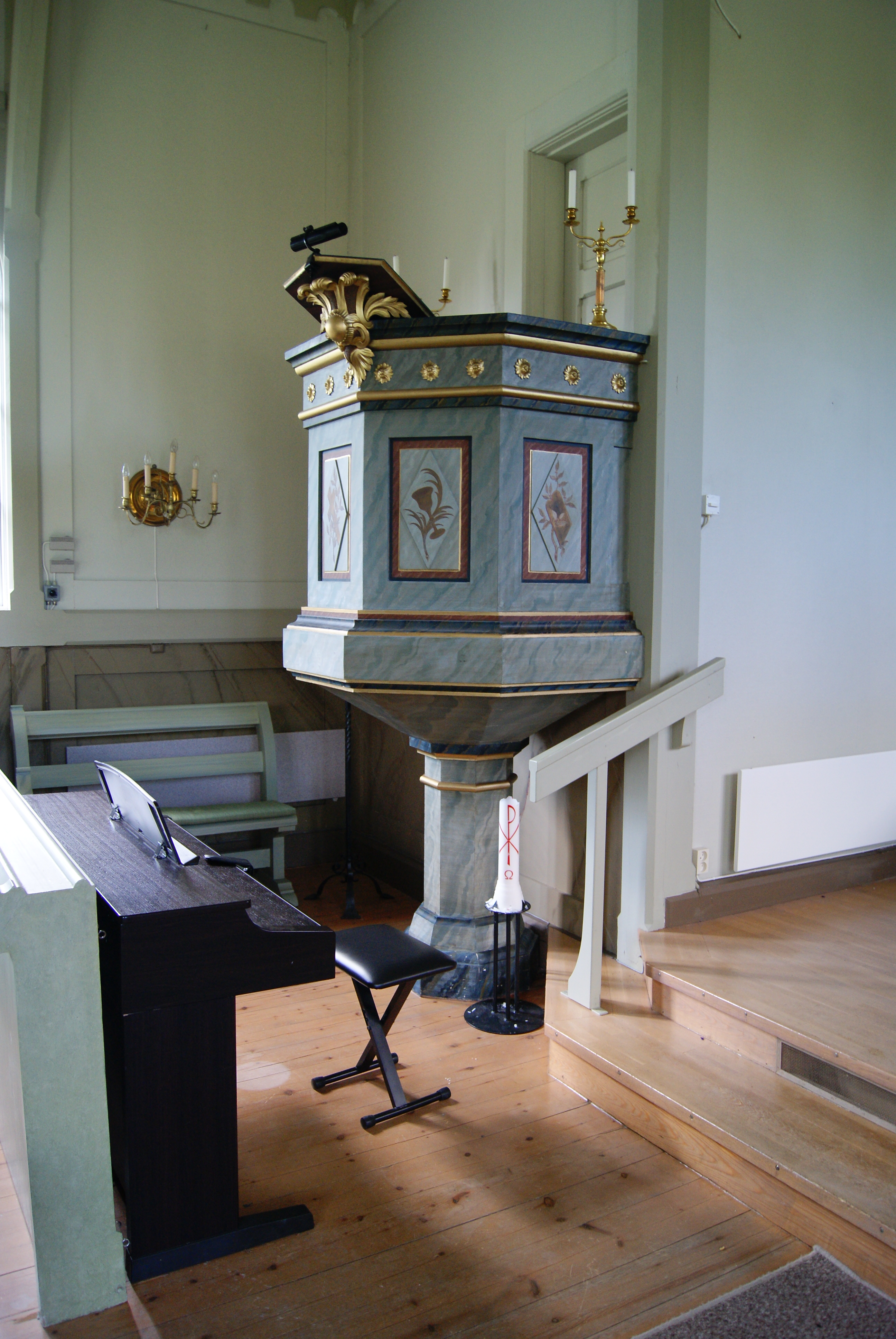
Predikstolen.
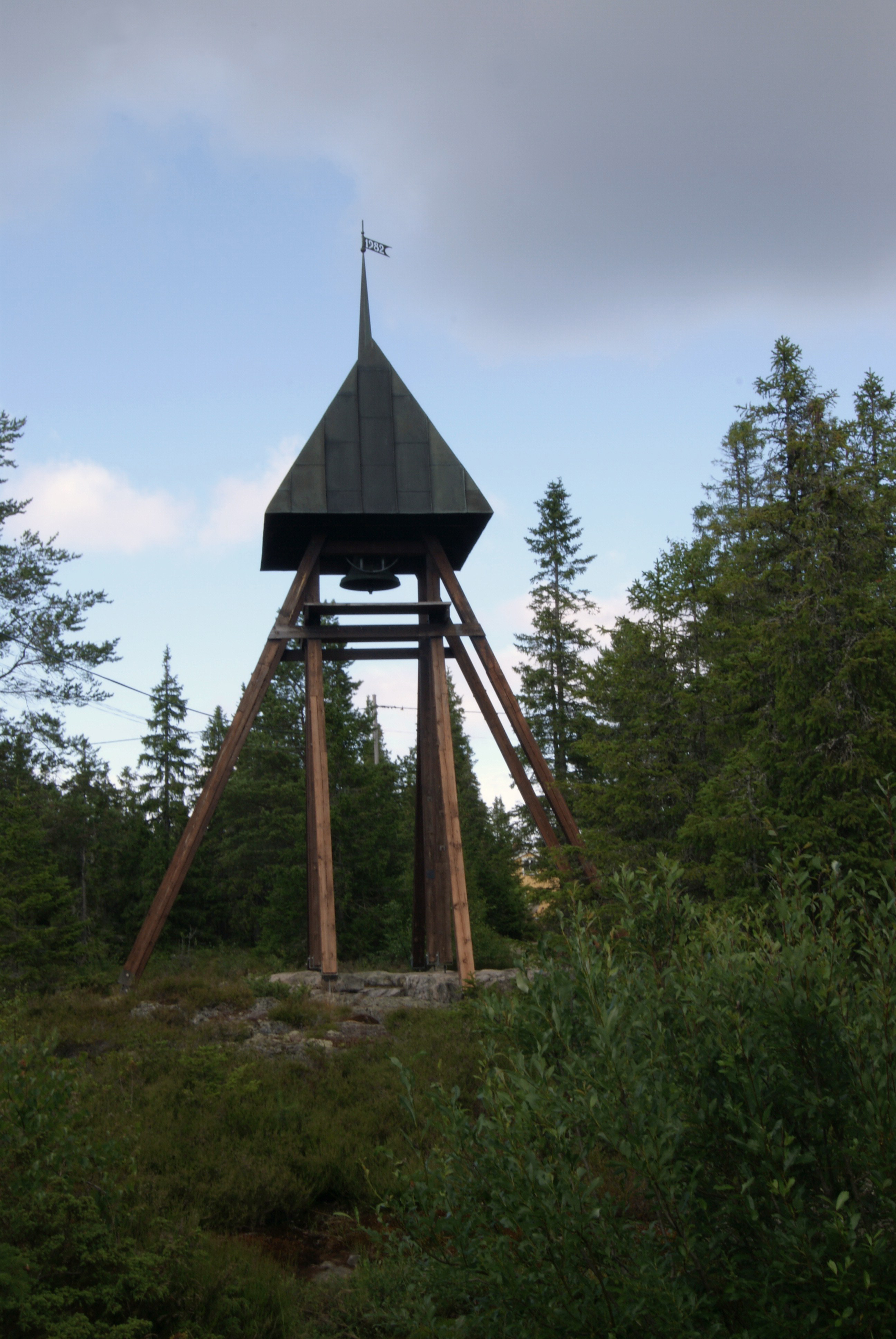
Klockstapeln.
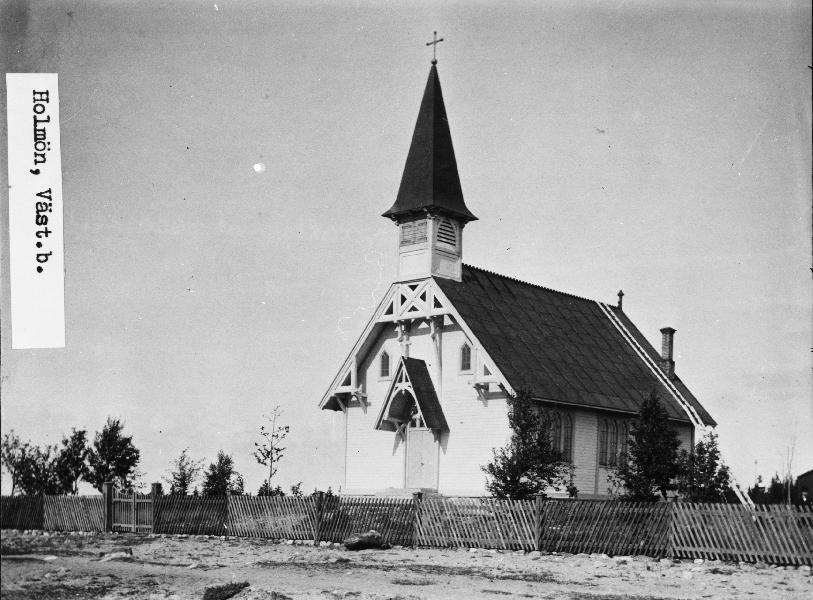
Kyrkan från sydost.
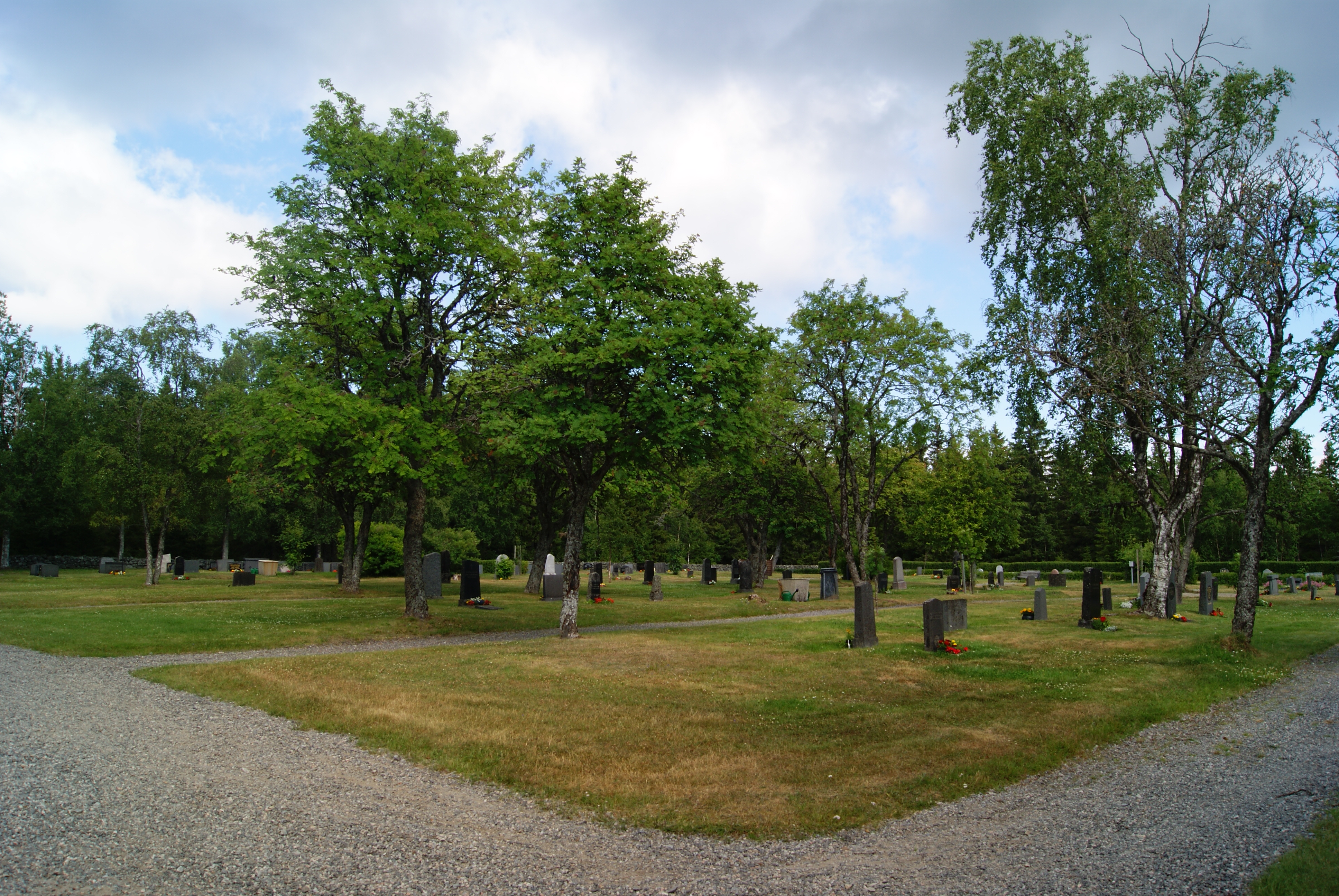
Kyrkogården.
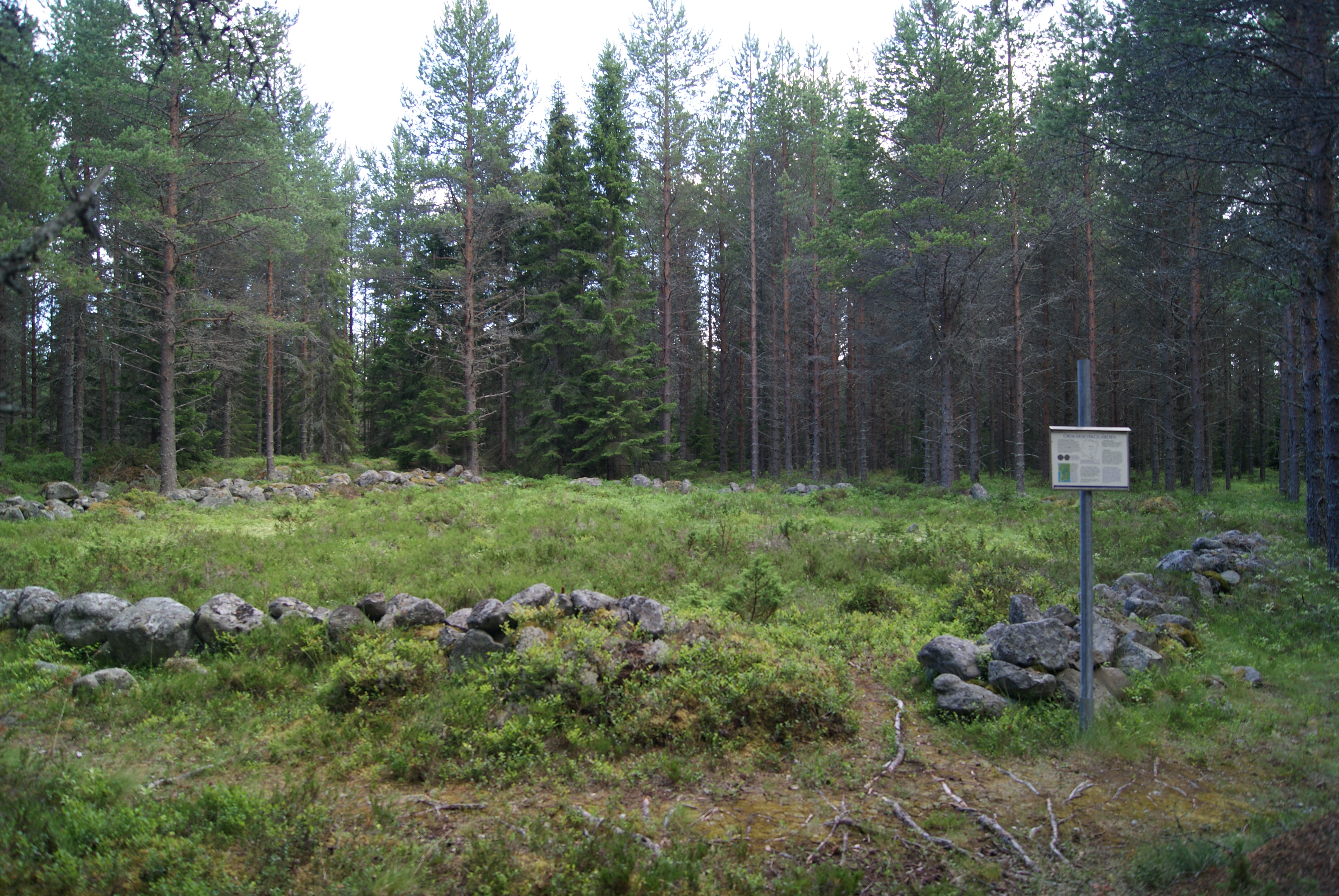
Örskärskyrkogården var troligtvis en medeltida kapellplats från 1400- och 1500-talet.